# Juli Minoves
Juli Minoves Triquell (Andorra la Vieja, 15 de agosto de 1969) es un político, diplomático y escritor andorrano. 
Fue el ministro Portavoz del Gobierno, de Desarrollo Económico, Turismo, Cultura y Universidades del Principado de Andorra desde diciembre de 2007 hasta junio de 2009
Economista (Universidad de Friburgo - Suiza) y Politólogo (Universidad de Yale - EE. UU.)Estableció, como Ministro Plenipotenciario y Encargado de Negocios la primera misión diplomática de Andorra ante la ONU (inaugurada oficialmente en septiembre de 1994) y presidió el Grupo de Estados de Europa Occidental y Otros estados en junio de 1994. En agosto de 1995 fue nombrado el primer embajador extraordinario representante permanente de Andorra en la ONU. En 1996 fue elegido Vicepresidente de la Asamblea General de les Naciones Unidas. Ejerció de manera concurrente los cargos de Embajador en la ONU, en los Estados Unidos y en Canadá.
En 1998 fue nombrado Embajador extraordinario de Andorra en España, con residencia en Madrid, y participó en la negociación sobre los tratados trilaterales de circulación de personas con España y Francia. Ejerció al mismo tiempo de embajador extraordinario no-residente de Andorra en el Reino Unido, en Finlandia y Suiza, y Observador Permanente en la Organización Mundial del Comercio (OMC). 
En 2001, el Presidente del Gobierno Andorrano, Marc Forné, lo nombró Ministro de Asuntos Exteriores de Andorra, cargo que ejerció hasta el mes de mayo de 2007, habiendo sido reconducido por el presidente Albert Pintat en junio de 2005. Desde el año 2005, ejerció también la cartera de Cultura que mantuvo en su nuevo cargo en el ejecutivo andorrano. 
En mayo de 2005 fue elegido Vicepresidente y miembro del bureau de la Internacional Liberal, con sede en Londres, cargo por el que ha sido reelegido dos veces en los congresos el organismo político internacional.

## Distinciones honoríficas
Como político y diplomático del Principado de Andorra, Minoves recibió varias distinciones honoríficas entre las que destacan:
- Gran Cruz de la Orden del Mérito (República Portuguesa)
- Gran Oficial de la Orden de la Estrella de la Solidaridad Italiana (República Italiana)